# 弗朗克维尔 (埃纳省)
弗朗克维尔（法語：Franqueville，法語發音：[fʁɑ̃kvil]）是法国上法蘭西大區埃纳省的一个市镇，属于韦尔万区。

## 地理
弗朗克维尔（49°48'36"N, 3°48'34"E）面积3.04 平方千米，位于法国上法蘭西大區埃纳省，该省份为法国北部内陆省份，北起北部省，西接索姆省和瓦兹省，东临阿登省和马恩省，西南至塞纳-马恩省，东北部与比利时接壤。
与弗朗克维尔接壤的市镇（或旧市镇、城区）包括：勒梅、马尔方丹、鲁日里、圣戈贝尔、圣皮埃尔-莱弗朗克维尔。

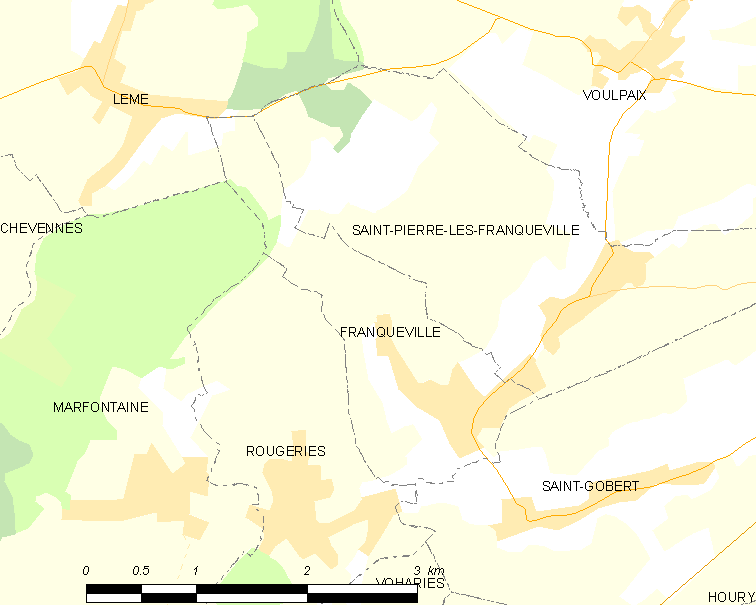
的OSM定位图

弗朗克维尔的时区为UTC+01:00、UTC+02:00（夏令时）。

## 行政
弗朗克维尔的邮政编码为02140，INSEE市镇编码为02331。

## 政治
弗朗克维尔所属的省级选区为马尔勒县。

## 人口

1962-2008年间人口变化图示

弗朗克维尔于2022年1月1日时的人口数量为107人。